# Sarcotheca monophylla
Sarcotheca monophylla là một loài thực vật thuộc họ Oxalidaceae. Đây là loài đặc hữu của Malaysia.